# Além Paraíba
Além Paraíba és un municipi brasiler a l'estat de Minas Gerais a la mesoregió de la Zona del Bosc. D'acord amb el cens realitzat pel IBGE l'any 2010, la seva població és de 34.341 habitants. La distància a la capital, Belo Horizonte, és de 380 quilòmetres. Coberta per la mata atlàntica i habitada pels indis puris, la regió, on avui se situa la ciutat, era coneguda solament per tropers procedents de la cort fins a la fi del segle xviii. Amb el descobriment de minerals preciosos a la rodalia, es va intensificar la travessia del riu Paraíba do Sul; al voltant de 1784 en els marges del mateix riu, un moll de fusta va ser denominat Porto do Cunha. La llavors vila, el 1880, va ser transformada per llei en municipi, i va rebre la denominació de São José d'Además Paraíba i el 1883 va ser elevada a categoria de ciutat. El 1923 va passar a tenir el nom actual doncs va ser coneguda com a São José d'Além Parahyba fins aquest any.